# Oberriet
Oberriet es una comuna suiza del cantón de San Galo, ubicada en el distrito de Rheintal. Limita al norte con las comunas de Eichberg, Altstätten, Marbach, Rebstein y Balgach, al este con Diepoldsau, Altach (AT-8), Koblach (AT-8), Mäder (AT-8) y Meiningen (AT-8), al sur con Rüthi y el exclave de Altstätten, y al oeste con Rüte (AI).

## Transportes
Ferrocarril
Cuenta con una estación ferroviaria en la que efectúan parada de forma esporádica trenes de cercanías.